# Hoh River
Der Hoh River ist ein Fluss auf der Olympic-Halbinsel im US-Bundesstaat Washington. 
Er ist benannt nach dem Stamm der Hoh.
Der Ursprung des 90 km langen Flusses ist der Hoh Glacier, ein Gletscher auf der Ostseite des Mount Olympus im Olympic-Nationalpark. Der Hoh River wird durch zahlreiche Quellbäche gespeist. Der Hoh River fließt westwärts, von Norden fließt der Hoh Creek aus dem Hoh Lake südlich des Bogachiel Peak, von Süden der vom Blue Glacier des Mount Olympus stammende Glacier Creek zu. Der Hoh River fließt weiter durch ein weites Tal in einem breiten Kiesbett durch den Hoh-Regenwald. Von Links mündet der vom White Glacier des Mount Olympus kommende Mount Tom Creek in ihm, an der Nationalparkgrenze fließt von Süden kommend der an den Südhängen des Mount Olympus entspringende South Fork Hoh River zu.
Ab der Nationalparkgrenze fließt der Fluss weiter westwärts und schließlich südwestwärts. Etwa 16 Kilometer vor seiner Mündung fließt er durch einen kleinen, etwa drei Kilometer langen Canyon aus fast senkrechten Felswänden, bis er wieder durch sein breites Flusstal fließt und nördlich der Hoh Indian Reservation im Pazifik mündet.

Der Hoh River Trail, ein Wildnispfad, verläuft entlang des Flusses durch den Olympic-Nationalpark.  